# Cybosia lutarella
Cybosia lutarella là một loài bướm đêm thuộc phân họ Arctiinae, họ Erebidae.